# Fairfield (Ohio)
Fairfield è una città degli Stati Uniti d'America, nella contea di Butler, nello Stato dell'Ohio.